# Setmana de la Moda
Una Setmana de la Moda (en anglès, Fashion Week) és un esdeveniment que es realitza a les capitals més importants. Són esdeveniments anuals, de gener a març, on els dissenyadors mostren les seves col·leccions tardor-hivern i primavera-estiu. La Setmana de la Moda s'ha de realitzar mesos abans de la temporada per donar temps als fabricants de donar una mostra de les seves creacions per a la següent temporada. Això també dona temps als comerciants d'adquirir els materials i introduir els dissenys al mercat detallista.
El calendari s'inicia amb la Setmana de la Moda de Nova York, seguida per la de Londres. La antepenúltima és la Setmana de la Moda de Milà i acaba amb la Setmana de la Moda de París. Aquestes ciutats són tradicionals en el món de la moda, seguides per noves «setmanes de la moda» que estan tenint lloc al voltant del món. La passarel·la masculina s'estrena entre tardor-hivern i primavera-estiu a Milà.
A la Setmanes de la Moda assisteixen compradors de les principals botigues, els redactors de les revistes de moda, els mitjans de comunicació, celebritats i membres del món de l'espectacle. En anys passats, la Setmana de la Moda era predominantment per satisfer el comerç; però, avui són esdeveniments del medi i de l'entreteniment. Poden incloure música en viu, celebritats, gales pròdigues i esdeveniments de caritat. Alguns esdeveniments permeten que el públic compri passis especials per veure els espectacles de passarel·la o assisteixi a exposicions que mostren bosses, joieria, sabates, etc.
Les col·leccions de roba de moda presta solen estar basades en les tendències de moda més recents presentades durant la Setmana de la moda tant a la primavera com a la tardor de cada any.

## Història
La primera «setmana de la moda» es va celebrar a Nova York l'any 1943, amb l'objectiu de desviar l'atenció que acaparava la moda francesa durant la Segona Guerra Mundial, quan els experts de la moda no podien viatjar a París a veure els desfilades. La publicista de la moda Eleanor Lambert era l'organitzadora d'un esdeveniment anomenat Setmana Editorial, on dissenyadors americans, que anteriorment li havien rebutjat les seves creacions, mostraven les seves col·leccions a periodistes de la moda. Els compradors no podien assistir a l'esdeveniment; només tenien l'opció de visitar directament als dissenyadors i veure les seves mostres. L'esdeveniment va ser un èxit, i revistes de la moda com Vogue van començar a mostrar més dissenys americans i van minimitzar els francesos. No obstant això, després de la guerra, la gent va tornar a París i altres capitals de la moda com Londres i Milà per als nous esdeveniments que van ser creats. En aquest moment, aquestes ciutats controlaven el calendari de la moda. Això significava menys viatges: de Nova York cap a Londres, Milà i París en només un mes. Per als compradors estrangers, la conveniència d'aquests arranjaments li ha donat més importància a la moda per la proximitat que hi ha entre aquestes tres ciutats. Per ordre d'importància, la passarel·la de moda més important és la de París, seguida per Nova York, Milà, Londres i Berlín en aquest ordre.

## Crítiques
La major crítica és que els nous dissenyadors que emergeixen de «setmanes de la moda», com la de Los Angeles o Säo Paulo, no obtenen el mateix reconeixement que els dissenyadors que presenten les seves col·leccions en les tradicionals «setmanes de la moda», com París, Londres, Milà, Nova York i Berlín. Això també vol dir que els dissenyadors que controlen el mercat, i aquells nous dissenyadors que provenen de països menys desenvolupats, no tinguin l'oportunitat de participar en aquests esdeveniments a capitals tan importants. Encara que posseeixen el talent, la seva oportunitat de mostrar les seves creacions són poques.

## Ciutats amb Fashion Weeks
| Amsterdam               | Amsterdam International Fashion Weeks                                                          | 2004                                                          |
| Asunción                | Asunción Fashion Week                                                                          | 2003                                                          |
| Atenes                  | Hellenic Fashion Week                                                                          | 2000                                                          |
| Atlanta                 | Haute-lanta Fashion Week                                                                       | 2006                                                          |
| Auckland                | New Zealand Fashion Week                                                                       | 2001                                                          |
| Baltimore               | Baltimore's Fashion Week                                                                       | 2008                                                          |
| Bangkok                 | Bangkok Fashion Week                                                                           | 2005                                                          |
| Barcelona               | Barcelona Fashion Week                                                                         | 1981 (Passarel·la Gaudí des de 2001)                          |
| Barranquilla            | Barranquilla Fashion Week                                                                      | 2013 ({{format ref}} http://www.barranquillafashionweek.com/) |
| Belgrad                 | Belgrade Fashion Week                                                                          | 1996                                                          |
| Bellevue                | Bellvue Fashion Week                                                                           | 2007                                                          |
| Berlín                  | Berlin Fashion Week                                                                            | 2007                                                          |
| Bogotà                  | Bogotá Fashion Week                                                                            | 2009                                                          |
| Bombay                  | Mumbai Fashion Week                                                                            | 2001                                                          |
| Brooklyn                |                                                                                                | 2003-05 Brooklyn Designers 2008 its new form                  |
| Bucaramanga             | Santander Fashion Week                                                                         | 2008                                                          |
| Buenos Aires            | Buenos Aires Fashion Week                                                                      | 2001                                                          |
| Cali                    | Cali Exposhow                                                                                  | 2008                                                          |
| Caracas                 | Tolón Fashion Week                                                                             | 2017                                                          |
| Cesena                  | Cesena Fashion Week                                                                            | 2012                                                          |
| Charleston              | Charleston Fashion Week                                                                        | 2007                                                          |
| Chicago                 | Chicago Fashion Week                                                                           |                                                               |
| Xipre                   | Cyprus Fashion Week                                                                            | 2008                                                          |
| Ciutat de Mèxi          | Fashion Week Mexico                                                                            | 1998                                                          |
| Ciutat del Cap          | Cape Town Fashion Week                                                                         | 2003                                                          |
| Ciudad del Este         | Ciudad del Este Fashion Week                                                                   | 2010                                                          |
| Cleveland               | Fashion Week Cleveland                                                                         | 2002                                                          |
| Columbus                | Columbus Fashion Week                                                                          | 2007                                                          |
| Copenhaguen             | Copenhagen Fashion Week                                                                        | 1964 (Unknown in its current form)                            |
| Costa Rica              | Costa Rica Fashion Week                                                                        | 2002                                                          |
| Dar es Salaam           | Swahili Fashion Week                                                                           | 2008                                                          |
| Dubai                   | Dubai Fashion Week                                                                             | 2006                                                          |
| Dublín                  | Dublin Fashion Week                                                                            |                                                               |
| El Salvador             | Mercedes-Benz Fashion Week El Salvador                                                         |                                                               |
| Estocolm                | Stockholm Fashion Week                                                                         | 1995                                                          |
| Filadèlfia              | Philadelphia Fashion Week                                                                      | 2003 in its current form                                      |
| Florència               | Pitti Immagine (Semana de la Moda de Florencia)                                                | 1954                                                          |
| Fort Lauderdale         | FTL MODA                                                                                       | 2007                                                          |
| Guayaquil               | Ecuador Fashion Week                                                                           | 2003                                                          |
| Honduras                | Fashion Week Honduras                                                                          |                                                               |
| Hong Kong               | Hong Kong Fashion Week                                                                         | 1968                                                          |
| Johannesburg            | Joburg Fashion Week                                                                            | 2007                                                          |
| Kíev                    | Ukrainian Fashion Week                                                                         | 1997                                                          |
| Kingston                | Caribbean Fashion Week                                                                         | Started November 2001 (Now held in June)                      |
| Kōbe                    | Kobe Fashion Week                                                                              | Started from 2006 A/W collection                              |
| Kuala Lumpur            | Malaysia Fashion Week                                                                          | 2007-2008                                                     |
| Lagos                   | Nigerian Fashion Week                                                                          | 2007                                                          |
| Lahore                  | Pakistan Fashion Week                                                                          | 2007                                                          |
| Las Vegas               | Las Vegas Fashion Week                                                                         | 2009                                                          |
| Lima                    | Semana de la moda en Lima/Lima Fashion Week                                                    | 2008                                                          |
| Lisboa                  | Moda Lisboa/Lisbon Fashion Week                                                                | 1994                                                          |
| Liverpool               | Liverpool Fashion Week                                                                         | 2008                                                          |
| Londres                 | London Fashion Week                                                                            | 1961 (1993 in its current form)                               |
| Los Angeles             | Los Angeles Fashion Week                                                                       | 2003                                                          |
| Madrid                  | Mercedes-Benz Fashion Week Madrid                                                              | 1963                                                          |
| Manila                  | Philippine Fashion Week                                                                        | 1997                                                          |
| Medellín                | Colombiamoda                                                                                   | 2005                                                          |
| Melbourne               | L'Oreal Melbourne Fashion Festival                                                             |                                                               |
| Miami                   | Funkshion: Fashion Week Miami Beach                                                            | 1998                                                          |
| Miami                   | Miami Fashion Week                                                                             | 1998                                                          |
| Miami                   | Mercedes-Benz Fashion Week Miami                                                               | 1998                                                          |
| Milà                    | Milan Fashion Week                                                                             | 1958                                                          |
| Montreal                | Montréal Fashion Week                                                                          |                                                               |
| Moscou                  | Fashion Week in Moscow                                                                         | 1994 (2003 in its current form)                               |
| Moscú                   | Russian Fashion Week                                                                           | 2001                                                          |
| Nashville               | Music City Fashion Week                                                                        | 2008                                                          |
| Nicaragua               | Fashion Week Nicaragua (Organizado por Ossiel Herrera Nicaragua Diseña (Organizado por INTUR). | 2006-2017 2012-2017                                           |
| Nova Delhi              | Delhi Fashion Week                                                                             | 2008                                                          |
| Nova Delhi              | India Fashion Week                                                                             | 2000                                                          |
| Nova York               | New York Fashion Week                                                                          | 1943 (1993 in its current form)                               |
| Nova York               | Mercedes Benz Fashion Week New York                                                            |                                                               |
| Cali                    | Cali Exposhow                                                                                  | 2004                                                          |
| Oslo                    | Oslo Fashion Week                                                                              | 2004                                                          |
| Ottawa                  | Ottawa Fashion Week                                                                            | 2008 in its current form                                      |
| Palma                   | Mallorca Fashion Week                                                                          | 2009                                                          |
| Panamà                  | Fashion Week Panamá                                                                            |                                                               |
| París                   | Paris Fashion Week                                                                             | 1973 in its current form                                      |
| Portland                | Portland Fashion Week                                                                          | 2003                                                          |
| Porto Alegre            | Donna Fashion Iguatemi                                                                         | 2001                                                          |
| Praga                   | Prague Fashion Week                                                                            | 2002                                                          |
| Puerto Rico             | Puerto Rico Fashion Week                                                                       | 1999                                                          |
| Punta del Este          | Pasarela Punta del Este                                                                        | 2008                                                          |
| Reykjavík               | Iceland Fashion Week                                                                           | 2000                                                          |
| Río de Janeiro          | Fashion Rio                                                                                    |                                                               |
| Roma                    | Rome Fashion Week                                                                              |                                                               |
| Sacramento              | Sacramento Fashion Week                                                                        | 2008                                                          |
| San Francisco           | San Francisco Fashion Week                                                                     | 2004                                                          |
| Saint Louis             | St. Louis Fashion Week                                                                         |                                                               |
| Santa Cruz de la Sierra | Bolivia Moda                                                                                   | 2005                                                          |
| Santiago de Xile        | Santiago Fashion Week                                                                          | 2006                                                          |
| Santo Domingo           | Dominicana Moda                                                                                | 2006                                                          |
| São Paulo               | São Paulo Fashion Week                                                                         | 1995                                                          |
| Sarajevo                | Sarajevo Fashion Weeks - two rival events                                                      |                                                               |
| Scottsdale              | Scottsdale Fashion Week                                                                        | 2005                                                          |
| Seattle                 | Seattle Fashion Week                                                                           | 2003                                                          |
| Seül                    | Seoul Fashion Week                                                                             |                                                               |
| Xangai                  | Shanghai Fashion Week                                                                          |                                                               |
| Sydney                  | Australian Fashion Week                                                                        | 1995                                                          |
| Singapur                | Singapore Fashion Week.                                                                        | 1987                                                          |
| Taskent                 | Tashkent Fashion Week                                                                          | 2006                                                          |
| Teheran                 |                                                                                                | 2006                                                          |
| Tòquio                  | Japan Fashion Week                                                                             | 1985 (2005 in its current form)                               |
| Toronto                 | L'Oreal Fashion Week                                                                           | 2001                                                          |
| Ulan Bator              | Goyol                                                                                          | 1988                                                          |
| València                | Valencia Fashion Week                                                                          |                                                               |
| Varsòvia                | Warsaw Fashion Street                                                                          | 1996                                                          |
| Viña del Mar            | Semana de la Moda de Viña del Mar, Chile                                                       | 2011                                                          |
| Zagreb                  | Zagreb Fashion Week                                                                            | 2003                                                          |